# Žihovo selo
Žihovo selo je naselje v Občini Novo mesto.